# Josef Bergenthal (Schriftsteller)
Josef Bergenthal (* 1. November 1900 in Oberschledorn; † 24. August 1982 in Münster) war ein völkischer deutscher Schriftsteller und im Nationalsozialismus ein Parteigänger des Regimes.

## Leben
Bergenthal besuchte das Gymnasium in Paderborn. Später studierte er zunächst Rechts- und Staatswissenschaften sowie Philosophie, Geschichte, Germanistik und Theaterwissenschaften. Nach dem Studium arbeitete er ein Jahr lang für eine Theaterzeitschrift in Berlin. Danach lebte er in Münster als freier Schriftsteller und Redakteur. Er war als Herausgeber tätig und schrieb für den Rundfunk. Außerdem war er Rezensent für Literatur, Theater und Film.
Im Westfälischen Heimatbund war Bergenthal ein Kritiker der Moderne. Er glorifizierte die agrarische und kleinstädtische Lebensweise.
Bergenthal war ein Befürworter der Rassehygiene. Als 1931 der Rassenhygieniker Wilhelm Muckermann auf dem Westfalentag in Recklinghausen zum Widerstand gegen eine verderbliche Vermehrung der „Minderwertigen“, „Geisteskranke[n], Tuberkulöse[n] und ethisch Unzuverlässige[n]“ aufgerufen und für „erbgesunde Familien“ auf „heimatliche[r] Scholle“ plädiert hatte, folgte ihm Bergenthal mit einem Aufsatz für Die Westfälische Heimat, das Organ des Westfälischen Heimatbundes. Dort machte er sich die Aussagen Muckermanns zu eigen und verurteilte „Entartungserscheinungen“.
In der Zeit des Nationalsozialismus war Bergenthal vielfältig propagandistisch tätig. Er trat nach Ablauf der Eintrittssperre zum 1. Mai 1937 der NSDAP bei (Mitgliedsnummer 5.297.343). Seit 1933 war er Mitglied der SA, ein Jahr später der Reichsschrifttumskammer. 1935 ging er in den Sauerländischen Gebirgsverein, 1938 trat er der Vereinigung Niederdeutsches Münster und 1941 dem Westfälischen Hermann-Löns-Bund bei, dessen Geschäftsführer er 1942 wurde. Im Reichspropagandaamt war er Volkstumsreferent und leitete das Kulturreferat der Außenstelle Münster. Des Weiteren war er Vorsitzender („Gauführer“) für Westfalen-Nord und Friesland im Reichsverband Deutscher Schriftsteller und Landesleiter der Reichsschrifttumskammer für Westfalen. Seit 1934 war er Chefredakteur der NS-Zeitschrift Heimat und Reich, des Zentralorgans der westfälischen Kultur- und Literaturpolitik. Bergenthal war Mitinitiator des von 1935 bis 1943 vergebenen Westfälischen Literaturpreises, der an regimetreue Autoren vergeben wurde. In den Jurysitzungen war Bergenthal Vertreter des Propagandaministeriums.
Bergenthals erfolgreichste Schrift war Münster steckt voller Merkwürdigkeiten. Sie erschien zum ersten Mal 1935. Herausgegeben wurde sie als offizielle Publikation von der Stadt Münster; das Vorwort kam von Karl Wagenfeld. Sie erschien in mehreren Auflagen mit insgesamt mehr als 100.000 Exemplaren.
Im Entnazifizierungsverfahren wurde Bergenthal 1949 als unbelastet beurteilt. Er habe „den Bestrebungen der Partei entgegengearbeitet“. Er war weiterhin als Autor tätig. Er schrieb nun vor allem über westfälische Themen. Dem neuen Land Nordrhein-Westfalen stand er ablehnend gegenüber und beschwor die Eigenständigkeit Westfalens.

## Ehrungen
1975 erhielt er die Rathausplakette der Stadt Münster.
1980 erschien aus Anlass des 80. Geburtstags unter dem Titel Josef Bergenthal, ein Schriftsteller im Dienst für Westfalen in der Reihe Mitteilungen der Stadt- und Landesbibliothek Dortmund eine Festschrift mit Bibliografie und ausgewählten Texten.